# 徐武
徐武（1991年2月14日—），是一名中国足球运动员，司职中场。

## 俱乐部生涯
徐武在2011年被提升进入北京国安一队。2012年5月2日，他在2012年亚足联冠军联赛小组赛第五轮北京国安主场2比3不敌蔚山现代的比赛上演职业生涯的首秀。 2013年7月，他被租借到中乙球队沈阳东进半年。